# Roberto Valenti
Roberto Valenti (Buenos Aires, 26 de abril de 1907 - ibídem, 5 de junio de 1958) fue un poeta, cuentista, autor radial y teatral, novelista y dramaturgo argentino con una extensa carrera en su país.

## Carrera
Valenti fue auténtico poeta de ascendencia italiana quien se hizo conocido a través de una serie de hieritorias obras. Por sus intensas y románticas poesías era considerado un descendiente de  Evaristo Carriego en el aire auténticamente porteño. Su expresión era directa, la emoción sencilla, como un diálogo cualquiera en una esquina de suburbio.
Fue uno de los pioneros autores del radioteatro argentino con obras como:
- El circo se va de gira (1938)
- El cura gaucho (La vida del Cura Brochero) (1943)[3]
- El nido fiel (1944), protagonizado por la célebre actriz española Ibis Blasco y el acuarelista y escenógrafo Jorge Larco (1897-1967).
- En el corazón del pueblo (Hipólito Irigoyen) (1946), obra que trató sobre la vida del líder radical, por Radio Argentina y encarnado por el actor Pedro Tocci.[4]
- El alma de la tierra (1946)
- Martín Fierro (1946)
- Honraras a tu madre (1946), emitida por Radio Excelsior.
- Hormiga Negra  y El Morocho del Abasto (sobre la vida de Carlos Gardel), en colaboración con Nicolás Olivari.
- Rincón Criollo
- Furia
- Un guapo del Arrabal
- Adiós Mr. Chips, protagonizada por Héctor Coire y María Concepción César, por Radio Splendid.
- Diario de una enamorada (1951), protagonizada por Nidia Reinal y Héctor Coire.

A su vez dirigió La compañía Vértice, junto con Nelly Marta.
Con el radioteatro El morocho del Abasto, llegó a tener tanta repercusión en su momento que, Valenti, fue tentado a ser el autor del film del mismo nombre El morocho del Abasto (La vida de Carlos Gardel), en 1950. Esta película estuvo protagonizada por Rolando Chaves, Tito Alonso, Pierina Dealessi y Analia Gadé.
En teatro fue un importante autor de innumerables obras entre las que se encuentran:
- Tramonto (1934), un grotesco en 2 actos breves y un momento final.
- Paralelo 28 (1936), en colaboración con el poeta y narrador Arturo Cambous Ocampo.
- Una mujer vestida de silencio (1940) también con Cambous Ocampo, una comedia dramática en cuatro actos y seis cuadros.[6]
- El león de Francia (1952)
- El diablo de las 7 colas (1953), estrenada por la "Compañía Mario Mauret".
- Nada más que un hombre y una mujer
- El hijo del León de Francia (1956), con colaboración de Santiago Benvenuto.
- El inglés de los mirasoles (1957)
- Los galleguitos de la cara sucia (1958)

Además escribió libros como  los cuentos En la cruz de una esquina (1938), las famosas novelas El capitán coraje, Juan Inmigrante (1940) y Abelardo Pardales (1945), Y no están en el bronce (1954) junto con Roberto Mazzadra y Suter, el hombre que arrendó California (1946), entre otras. También hizo las poesías Primer grado inferior (1931), Domingos del tiempo bueno (1933), Poemario Porteño (1934), Barrilete de cinco centavos (1956) y Romance de las mujeres del barrio (1958).